# Ambigua
Ambigua è un singolo della cantautrice italiana Cmqmartina, pubblicato il 10 giugno 2022 da Columbia Records e Sony Music.

## Tracce
Testi e musiche di Cmqmartina, Mr. Monkey.
1. Ambigua – 2:16